# Dust and Dreams
Dust and Dreams es el undécimo álbum del grupo de rock progresivo Camel publicado en 1991. Dust and Dreams es un disco conceptual basado en el libro The Grapes of Wrath de John Steinbeck que trata sobre los primeros emigrantes a Estados Unidos. Tras mucho tiempo en conflicto con Decca por los derechos del grupo y un contrato aún no caducado, Latimer logra rescindirlo y conseguir todos los derechos sobre los álbumes anteriores.

## Creación
Andy Latimer estuvo trabajando sobre este disco desde mediados de los ochenta en Inglaterra y no fue hasta su traslado a Mountain View, California, a principios de los noventa, cuando finalmente sale a la luz Dust And Dreams. 
El guitarrista había vendido su casa de Londres y traslada su estudio y residencia en los Estados Unidos, comenzando una nueva etapa como músico independiente bajo su propio sello discográfico Camel Productions .
Para esta primera entrega, Camel recupera el sonido sinfónico y conceptual que devuelve al grupo a la actualidad dentro del circuito del Rock Sinfónico. El disco incluye músicos de la última etapa del grupo y otros de la zona de la bahía de San Francisco.

## Tour
Tras siete años sin salir a la carretera, Andy Latimer ensamblo una nueva formación en formato de cuarteto que recuperara el espíritu de los inicios de Camel. Interpretaron un concierto que incluye un primer set con un repaso a los temas más emblemáticos de su discos anteriores y un segundo set donde interpretan el nuevo álbum al completo. La alineación que acompaña al guitarrista es Colin Bass , Paul Burgess y Mickey Simmonds (ex-Mike Oldfield y Fish).
El tour da comienzo el 12 de agosto de 1992 en el New George de San Rafael, California y finaliza el 17 de septiembre de 1992 en el Town And Country Club de Londres, Inglaterra.

## Lista de temas
Todos los temas compuestos por Andrew Latimer, excepto Rose of Sharon y End of the line por Andrew Latimer y Susan Hoover
1. Dust Bowl - 1:55
2. Go West - 3:44
3. Dusted Out - 1:36
4. Mother Road - 4:17
5. Needles - 2:35
6. Rose of Sharon - 4:50 
7. Milk n' Honey - 3:37
8. End of the Line - 6:54
9. Storm Clouds - 2:10
10. Cotton Camp - 2:57
11. Broken Banks - 0:36
12. Sheet Rain - 2:16
13. Whispers - 0:53
14. Little Rivers and little Rose - 2:00 
15. Hopeless Anger - 5:01
16. Whispers in the Rain - 2:55

## Intérpretes
- Guitarras y Flauta: Andy Latimer
- Bajo: Colin Bass
- Teclados: Tom Scherpenzel, Andy Latimer y Don Harris
- Batería: Paul Burgess y Christopher Bock
- Oboe: Neil Panton
- Tímpanos y armónica: Kim Venaas
- Cuerno francés: John Burton
- Voces: Andy Latimer, David Paton y Mae McKenna
- Datos: Q1764995